# Puccinia andropogonis
Puccinia andropogonis ist eine Ständerpilzart aus der Ordnung der Rostpilze (Pucciniales). Der Pilz ist ein Endoparasit von I-Eurosiden sowie der Süßgrasgattung Andropogon. Symptome des Befalls durch die Art sind Rostflecken und Pusteln auf den Blattoberflächen der Wirtspflanzen. Sie kommt in Nord- und Mittelamerika vor.

## Merkmale

### Makroskopische Merkmale
Puccinia andropogonis ist mit bloßem Auge nur anhand der auf der Oberfläche des Wirtes hervortretenden Sporenlager zu erkennen. Sie wachsen in Nestern, die als gelbliche bis braune Flecken und Pusteln auf den Blattoberflächen erscheinen.

### Mikroskopische Merkmale
Das Myzel von Puccinia andropogonis wächst wie bei allen Puccinia-Arten interzellulär und bildet Saugfäden, die in das Speichergewebe des Wirtes wachsen. Die Aecien der Art besitzen 16–30 × 15–24 µm große, hyaline Aeciosporen mit runzliger Oberfläche. Die zimtbraunen Uredien des Pilzes wachsen meist unterseitig auf den Wirtsblättern und werden maximal 0,5 mm lang. Ihre hell gelblichen Uredosporen sind 21–25 × 20–23 µm groß, abgeflacht oder rund kugelig bis breitellipsoid und fein stachelwarzig. Die meist blattunterseitig wachsenden Telien der Art sind haselnussbraun und pulverig. Sie werden bis zu 2 mm lang und fließen oft zusammen Die ebenfalls haselnussbraunen Teliosporen sind zweizellig, in der Regel keulenförmig bis langellipsoid und 30–44 × 16–21 µm groß. Ihre Stiele sind gelblich bis farblos und bis zu 70 µm lang.

## Verbreitung
Das bekannte Verbreitungsgebiet von Puccinia andropogonis reicht von Guatemala bis Kanada.

## Ökologie
Die Wirtspflanzen von Puccinia andropogonis sind für den Haplonten diverse I-Eurosiden sowie Andropogon-Süßgräser für den Dikaryonten. Der Pilz ernährt sich von den im Speichergewebe der Pflanzen vorhandenen Nährstoffen, seine Sporenlager brechen später durch die Blattoberfläche und setzen Sporen frei. Die Art verfügt über einen Entwicklungszyklus mit Telien, Uredien, Aecien und Spermogonien und macht einen Wirtswechsel durch.